# Thái Hành (dãy núi)

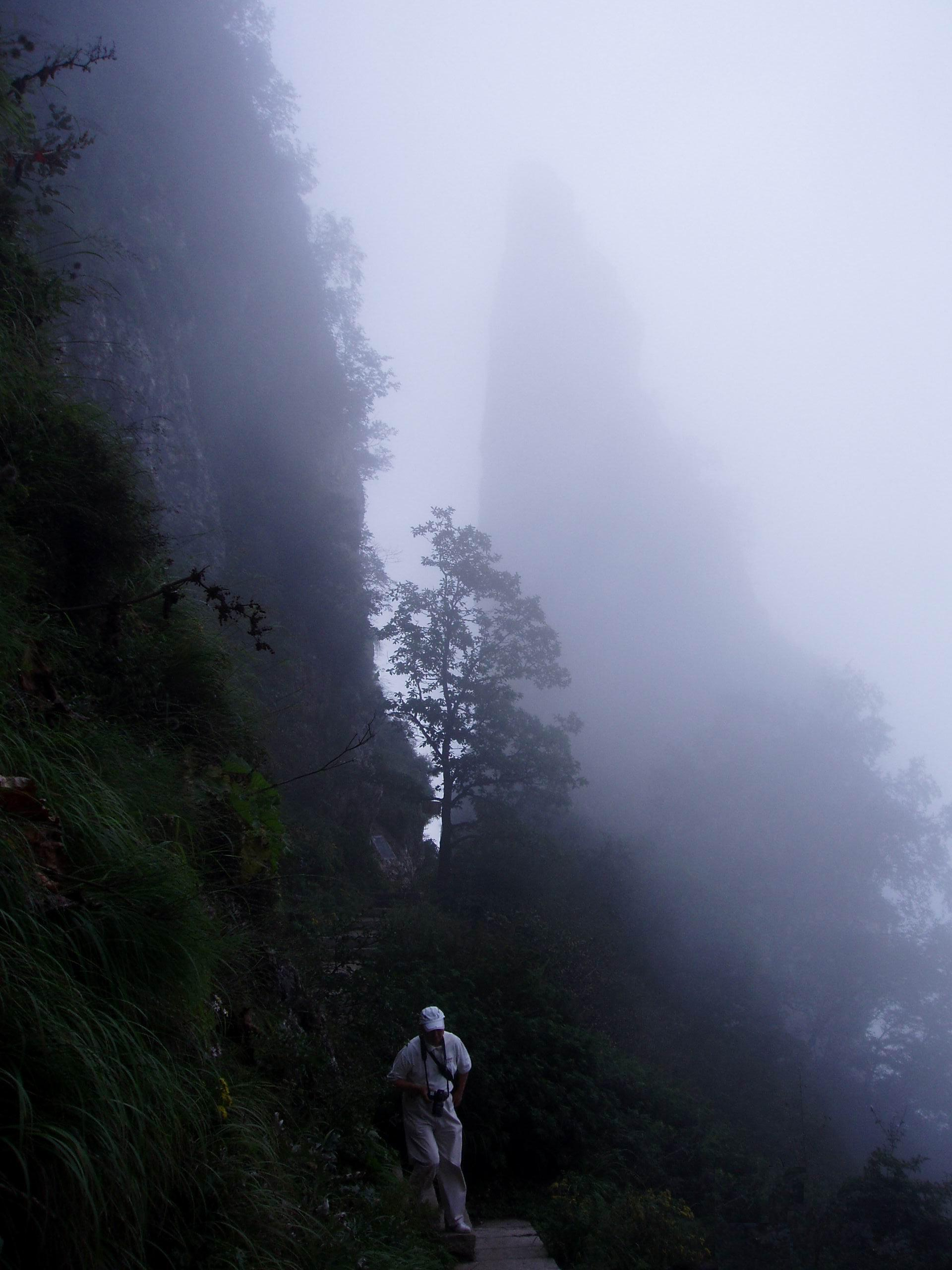
Thái Hành Sơn

Thái Hành Sơn hay Thái Hàng Sơn (tiếng Trung: 太行山, bính âm: Tàiháng Shān) là một dãy núi chạy từ cạnh phía Đông của cao nguyên Hoàng Thổ (黃土高原) ở các tỉnh Hà Nam, Sơn Tây và Hà Bắc của Trung Quốc. Dãy núi trải dài 400 km từ đông bắc đến tây nam và có độ cao trung bình từ 1.500 m đến 2.000 m. Đỉnh núi chính là Tiểu Ngũ Đài Sơn (小五臺山) với độ cao 2.882 m. Thương Nham Sơn (苍岩山) ở tỉnh Hà Bắc tạo thành mũi phía Đông của dãy Thái Hành Sơn. Tên của tỉnh Sơn Tây có nghĩa là phía tây của núi Thái Hành Sơn. Còn tên Sơn Đông có nghĩa là phía đông của Thái Hành Sơn.
Về mặt địa chất, các đoạn phía bắc cùng phía nam của dẫy núi Thái Hành Sơn là các dạng đá vôi, còn ở đoạn giữa là đá gơnai. Mặt phía đông chắn gió biển thổi vào nên nhiều mưa. Chẳng hạn các trận mưa lớn năm 1963 đã gây ra lụt lội tại tỉnh Hà Bắc. Do cấu tạo địa chất không ổn định nên khu vực này cũng hay xảy ra động đất. Trận động đất năm 1965 tại Hình Đài là trận động đất có cường độ mạnh nhất tại Trung Quốc trong thế kỷ 20.
Trong khu vực này người Trung Quốc phát triển các ngành khai thác than, sản xuất gốm sứ, xi măng và vôi. 